# Miszuty
Miszuty (biał. Мішуты; ros. Мишуты) – wieś na Białorusi, w obwodzie witebskim, w rejonie szarkowszczyńskim, w sielsowiecie Stanisławowo.

## Historia
W czasach zaborów w granicach Imperium Rosyjskiego.
W dwudziestoleciu międzywojennym folwark leżał w Polsce, w województwie wileńskim, w powiecie duniłowickim (od 1926 postawskim), w gminie Łuck (od 1927 gmina Kozłowszczyzna).
Według Powszechnego Spisu Ludności z 1921 roku zamieszkiwało tu 79 osób, 43 były wyznania rzymskokatolickiego a 36 prawosławnego. Jednocześnie wszyscy mieszkańcy zadeklarowali polską przynależność narodową. Było tu 13 budynków mieszkalnych. W 1931 w 18 domach zamieszkiwało 99 osób.
Miejscowość należała do parafii rzymskokatolickiej i prawosławnej w Szarkowszczyźnie. Podlegała pod Sąd Grodzki w Duniłowiczach i Okręgowy w Wilnie; właściwy urząd pocztowy mieścił się w Szarkowszczyźnie.
W 1938 roku miejscowość należała do gromady Wasiuki gminy Kozłowszczyzna.